# Phanaeus igneus
Phanaeus igneus là một loài bọ cánh cứng trong họ Bọ hung (Scarabaeidae).